# Saint-André-Capcèze
Saint-André-Capcèze (okcitán nyelven Sent Andriu de cap a Cèse) község Franciaország déli részén, Lozère megyében. 2011-ben 166 lakosa volt.

## Fekvése
Saint-André-Capcèze a Cévennek-hegységben fekszik, a Cèze völgyében, 480 méteres (a községterület 423-1087 méteres) tengerszint feletti magasságban, Villefort-tól 5 km-re délkeletre, Lozère és Gard megyék határán. A Collet és a Vals patakok Saint-Andrénál ömlenek a Cèze-be.
Nyugatról Pourcharesses, északról Villefort és Pied-de-Borne, keletről és délről pedig Ponteils-et-Brésis (Gard) községekkel határos.
A D51-es út köti össze Villeforttal és a Gard megyei Saint-Ambroix-val (40 km). Területén áthaladnak a Villefort-Alès közötti D906-os; a Villefort-Les Vans közötti D901-es utak, valamint a Cévenneki vasútvonal (Clermont-Ferrand - Nîmes).
A község több kisebb településből áll: L’Estrade, Montcouviol, Pont-Perdu, La Roche, Saint-André, Valcrouzès és Vielvic.

## Története
Saint-André-Capcèze a történelmi Uzèsi egyházmegyéhez tartozott. A középkorban keresztülvezetett rajta a Szent Gilles-zarándokút (Voie Regordane) útvonala (napjainkban ez a GR700-as túraútvonal).
A községnek 1866-ban volt a legtöbb lakosa (548 fő), azóta az elvándorlás következtében lakosságának mintegy 3/4-ét elvesztette.
A viszonylag alacsony fekvésű, dél felé nyitott völgyben fekvő község zöldség- és gyümölcstermesztéséről, valamint méhészetéről híres.

### Demográfia
| Év   | Lakosság |
| ---- | -------- |
| 1793 | 368      |
| 1851 | 472      |
| 1876 | 402      |
| 1901 | 316      |
| 1936 | 154      |

| Év   | Lakosság |
| ---- | -------- |
| 1946 | 146      |
| 1954 | 121      |
| 1962 | 148      |
| 1968 | 104      |

| Év   | Lakosság |
| ---- | -------- |
| 1975 | 112      |
| 1982 | 104      |
| 1990 | 113      |
| 1999 | 145      |
| 2010 | 168      |

## Nevezetességei
- Szent Andrásnak szentelt temploma a 12. században épült román stílusban. Kápolnái valószínűleg 14. századiak, harangtornya a 19. század végén épült. A plébánia épülete 18. századi.
- Vielvic településen román stílusban épült kápolna és két reneszánsz stílusú régi ház (az egyik homlokzatán az 1589-es évszámmal) található. A vielvici kápolna eredetileg templom volt, 1376-ban építették és a vallásháborúk során pusztult el, majd a 17. században állították részben helyre.[2]
- Pont-Perdu településen fennmaradt egy 17. században épült udvarház.[3]
- A község területén több régi tanya- és farmépület található:
  - L’Estrade - 1779
  - La Roche - 16. század
  - Valcrouzès - 1795
  - La Voulp - 1780
- 18. századi híd L’Estrade-nál.[4]
- 18. századi útmenti kereszt La Roche-nál[5]

## Kapcsolódó szócikk
- Lozère megye községei